# Джиммі Ніколсон
Джиммі Ніколсон (англ. Jimmy Nicholson; нар. 27 лютого 1943, Белфаст) — північноірландський футболіст, що грав на позиції півзахисника, зокрема за «Манчестер Юнайтед» та «Гаддерсфілд Таун», а також національну збірну Північної Ірландії.

## Клубна кар'єра
У дорослому футболі дебютував 1960 року виступами за команду «Манчестер Юнайтед», в якій провів чотири сезони, взявши участь у 58 матчах чемпіонату. 1963 року виборов у складі «червоних дияволів» титул володаря Кубка Англії з футболу.
1964 року перебрався до «Гаддерсфілд Таун», де провів наступні дев'ять сезонів своєї кар'єри, здебільшого як гравець основного складу.
Згодом протягом 1973—1976 років захищав кольори «Бері», а завершував ігрову кар'єру у нижчоліговому «Мосслі», за який виступав у сезоні 1976/77 років.

## Виступи за збірну
1960 року дебютував в офіційних матчах у складі національної збірної Північної Ірландії.
Загалом протягом кар'єри у національній команді, яка тривала 12 років, провів у її формі 41 матч, забивши 6 голів.

## Титули і досягнення
- Володар Кубка Англії з футболу (1):

«Манчестер Юнайтед»: 1962-1963